# Římskokatolická farnost Stráž pod Ralskem
Římskokatolická farnost Stráž pod Ralskem (něm. Wartenberg, lat. Wartenberga) je církevní správní jednotka sdružující římské katolíky na území města Stráž pod Ralskem a v jeho okolí. Organizačně spadá do českolipského vikariátu, který je jedním z 10 vikariátů litoměřické diecéze. Centrem farnosti je kostel svatého Zikmunda ve Stráži pod Ralskem.

## Historie farnosti
Nejstarší zmínka o Stráži pod Ralskem je z roku 1291, a místní duchovní správa je poprvé písemně zmíněna v roce 1352. Jméno prvního kněze je známo z roku 1363. Farní kostel byl původně zasvěcen sv. Mikuláši, dnes je zasvěcen sv. Zikmundovi, což je v Čechách zasvěcení málo časté. Změna zasvěcení kostela proběhla v roce 1413 (majitelé panství, Vartenberkové, kdysi dostali od Karla IV. relikvii tohoto světce).
Dnešní podoba farního kostela je z 18. století. Do dnešní podoby byl dostavěn v roce 1779. V roce 1722 byla ve Stráži vybudována kaple sv. Jana Nepomuckého. V roce 1786 byla vybudována kaple Nejsvětější Trojice v přifařených Novinách pod Ralskem.
Ve 20. století přestala být farnost obsazována knězem, a duchovní správu vykonávali kněží z okolí. V roce 1960 byl strážský kostel nuceně uzavřen a sloužil jako skladiště. Absencí jakékoliv údržby postupně chátral. Až na přelomu 20. a 21. století se započalo (z iniciativy mimoňského faráře Václava Horniaka) s postupnými opravami. Dnes kostel opět slouží pravidelným bohoslužbám.
Strážskou kapli sv. Jana Nepomuckého od roku 2001 užívá pravoslavná církev (v souvislosti s tím bylo její zasvěcení pravoslavnými změněno na sv. Pantaleona, neboť Jana Nepomuckého pravoslavná církev za světce neuznává).

### Duchovní správcové vedoucí farnost
Začátek působnosti jmenovaného v duchovní správě farnosti od:
- 1363 Hostislaus
- Joannes z Krupé, † 1364
- 1364 Nicolaus ze Svébořic, † 1369
- 1369 Petrus z Jeseníka
- Joannes
- 1388 Mathias Jacobus ze Sedlist
- 1401 Joannes z Klatov
- 1404 Nicolaus z Vyšehradu
- 1405 Adamus z Nečetic
- 1407 Nicolaus z Mimoně, † 1409
- 1409 Ambrosius
- Wenceslaus
- 1422 Mathias
- 1627 Joannes Nyssius, n. Primsii
- 1630 Val. Sebastianus Colonius
- 1643 Maxm. Fogger
- 1649 Joannes Jonder, † 1650
- 1652 Philippus Lucius
- 1652 Melchior Tschauder
- 1668 Joannes Neumann
- 1676 Josephus Schmied
- 1693 Antonius Schmitzer
- 1699 Julius Ernestus Flixius
- 1715 Josephus Almesberger
- 1733 Thomas Grass
- 1760 Antonius Schuch
- 1778 Josef Gürth
- 1797 Franc. Lohwasser, † 11. 2. 1816
- 1816 Joann. Lehmann, n. 11. 10. 1754 Schoebric., o. 29. 5. 1779, † 17. 7. 1833
- 1833 par. vacat, admin. interim. Franc. Jakowitz
- 1833 Adalb. Würfel, n. 2. 8. 1789, Brimsens. o. 23. 3. 1812
- 1837 Franc. Jakowitz, n. 30. 1. 1795 Reichenberg, o. 24. 8. 1820, † 24. 7. 1854
- 1854 par. vacat, admin int. Franc. Martinek
- 1854 Anton. Breier, n. 18. 6. 1793 Habstein, o. 5. 8. 1816, † 5. 5. 1864
- 1864 Franc. Rotter, n. 6. 4. 1803 Fünfhunden, o. 9. 4. 1826, † 11. 6. 1876
- 1876 Georg. Röhn, n. 24. 4. 1827 Karbitz, o. 25. 7. 1851, † 26. 10. 1888
- 1889 Josef Schröter, n. 17. 7. 1847 Hennersdorf, o. 25. 7. 1871, † 13. 3. 1915
- 1. 6. 1915 Josef Šteffan n. 9. 3. 1876 Arnau, o. 9. 7. 1899
- 11. 9. 1946 Adolph. Woletz
- 15. 9. 1948 Jan Böhm
- 1. 11. 1950 Vojtěch Kulísek
- 1. 5. 1962 Jan Böhm
- 1. 8. 1972 Tomáš Václav Pospíšil
- 1. 8. 1975 Vladimir Jedlička
- 1. 6. 1986 Václav Horniak
- 1. 8. 1994 Stephan. Bednár, OT
- 5. 10. 1994 Tomáš Kuba
- 1. 2. 2002 Václav Horniak SVD
- 1. 10. 2004 Milan Matfiak
- 1. 7. 2005 Václav Horniak, SVD; admin. exc. z Mimoně
- 15. 11. 2016 Richard Cenker, SVD; admin. exc. z Mimoně[2]

Kromě kněží stojících v čele farnosti, působili ve farnosti v průběhu její historie i jiní kněží. Většinou pracovali jako farní vikáři, kaplani, katecheté, výpomocní duchovní aj.

## Území farnosti
Do farnosti náleží území těchto obcí:
- Hamr na Jezeře
- Noviny pod Ralskem
- Stráž pod Ralskem

## Římskokatolické sakrální stavby na území farnosti
| | Fotografie | Stavba                     | Místo              | Bohoslužby                      | Zeměpisné souřadnice             | Status                       | Číslo kulturní památky           |
| Kostel | Kostel     | Kostel                     | Kostel             | Kostel                          | Kostel                           | Kostel                       | Kostel                           |
| --- | ---------- | -------------------------- | ------------------ | ------------------------------- | -------------------------------- | ---------------------------- | -------------------------------- |
| 1. |            | Kostel sv. Zikmunda        | Stráž pod Ralskem  | bližší informace o bohoslužbách | 50°42′7″ s. š., 14°48′ v. d.     | farní kostel                 | 19020/5-3295 (Pk•MIS•Sez•Obr•WD) |
| Kaple |            |                            |                    |                                 |                                  |                              |                                  |
| 2. |            | Kaple Panny Marie          | Hamr na Jezeře     | bližší informace o bohoslužbách | 50°42′13″ s. š., 14°50′21″ v. d. | kaple                        | 25504/5-2942 (Pk•MIS•Sez•Obr•WD) |
| 3. |            | Kaple Nejsvětější Trojice  | Noviny pod Ralskem | bližší informace o bohoslužbách | 50°41′32″ s. š., 14°44′51″ v. d. | kaple (pův. filiální kostel) | 23055/5-3160 (Pk•MIS•Sez•Obr•WD) |
| 4. |            | Kaple                      | Útěchovice         | bližší informace o bohoslužbách | 50°42′35″ s. š., 14°50′27″ v. d. | kaple                        | —                                |
| 5. |            | Kaple sv. Jana Nepomuckého | Stráž pod Ralskem  | bližší informace o bohoslužbách | 50°42′12″ s. š., 14°48′18″ v. d. | zámecká kaple                | —                                |
| Některé drobné sakrální stavby a pamětihodnosti lze dohledat zde v databázi Drobné sakrální památky Zaniklé sakrální stavby lze dohledat zde v databázi Poškozené a zničené kostely, kaple a synagogy v České republice |            |                            |                    |                                 |                                  |                              |                                  |

Ve farnosti se mohou nacházet i další drobné sakrální stavby, místa římskokatolického kultu a pamětihodnosti, které neobsahuje tato tabulka.

## Příslušnost k farnímu obvodu
Z důvodu efektivity duchovní správy byl vytvořen farní obvod (kolatura) sestávající z přidružených farností spravovaných excurrendo. Přehled těchto kolatur je v tabulce farních obvodů českolipského vikariátu.